# Trestieni (okręg Buzău)
Trestieni – wieś w Rumunii, w okręgu Buzău, w gminie Pârscov. W 2011 roku liczyła 27 mieszkańców.